# Oreothlypis
Oreothlypis is een geslacht van zangvogels uit de familie Amerikaanse zangers (Parulidae).

## Soorten
Het geslacht kent de volgende soorten:
- Oreothlypis gutturalis – Vuurkeelzanger
- Oreothlypis superciliosa – Ornaatzanger